# Art of Dance

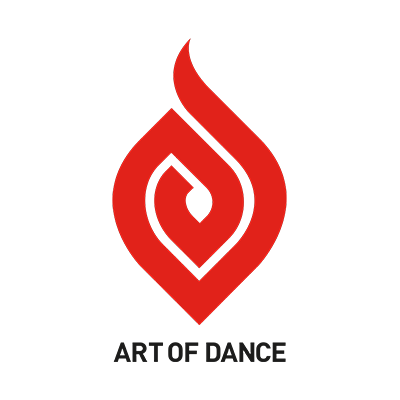
Logo van Art of Dance.

Art of Dance (onderdeel van Art of Entertainment) is een Nederlandse evenementenorganisatie, opgericht in 2001. Het ontstond nadat een van de grootste discotheken van Nederland, de Hemkade, en A&A events de handen ineen sloegen om samen al hun evenementen onder deze naam te organiseren. Inmiddels is de organisatie verantwoordelijk voor verschillende grootschalige evenementen in het binnen- en buitenland, zoals Masters of Hardcore, Dominator, Supremacy, Syndicate en Free Festival. Art of Dance focust zich met name op de hardere stijlen binnen de dancemuziek.

## Geschiedenis
Art of Dance werd in 2002 opgericht door Ivar Moens, Matthijs Hazeleger en Pelle Moens. Het bedrijf is ontstaan door het samenvoegen van nachtclub de Hemkade in Zaandam, en een evenementenbedrijf, A&A Events. Hun doel om evenementen en festivals op het gebied van elektronische muziek te organiseren op gelijke voet met andere spelers in de sector, zoals ID&T. A&A Events, dat al sinds 1995 het Masters of Hardcore-festival organiseert, heeft al ruime ervaring op dit gebied.
Art of Dance heeft evenementen georganiseerd in het Beursgebouw in Eindhoven, de Kop van Java in Amsterdam, de Brabanthallen in Den Bosch, maar ook 'thuis', namelijk aan de Hemkade in Zaandam.
In 2013 bundelde Art of Dance zijn krachten met Modern Sky, een pionier op het gebied van evenementen en elektronische muziek in China, opgericht in 1997, en richtte de joint venture Art of Entertainment op.

## Concepten
| Naam                | Jaartal eerste editie | Jaartal laatste editie | Aantal edities | Locatie       |
| ------------------- | --------------------- | ---------------------- | -------------- | ------------- |
| Dominator           | 2005                  | 19 & 20 Juli 2024      | 17             | E3 strand     |
| Free Festival       | 2000                  | 2 Juli 2022            |                | Almere strand |
| Hardkingz           | 2014                  | 26 april 2014          | 1              |               |
| Masters of Hardcore | 1995                  | 29 Maart 2025          | 28             | Brabanthallen |
| Mindcontroller      |                       |                        |                |               |
| Rauw op je dak      |                       |                        |                |               |
| Supremacy           |                       | 2021                   |                | Brabanthallen |
| Syndicate           |                       |                        |                |               |

## Radio
Masters of Hardcore heeft sinds maart 2021 een eigen internetradiostream (externe link). 